# The Manhattan Projects
The Manhattan Projects é uma revista em quadrinhos americana, publicada pela editora Image Comics desde 2012. A série foi criada pelo escritor Jonathan Hickman e pelo artista Nick Pitarra, e apresenta um universo ficcional onde o projeto Manhattan se estendeu além da invenção da bomba atômica, se dedicando a vários outros experimentos científicos durante e após a Segunda Guerra Mundial. Dentre os personagens, estão cientistas como Wernher von Braun - retratado como alguém que tem um braço robôtico ao invés do membro regular esquerdo - e Albert Einstein.

## Sobre a obra
A série teve 25 edições que foram publicadas entre março de 2012 e novembro de 2014, e em dezembro, Hickman anunciaria um hiato para a série, com a suspensão de novas histórias até março de 2015, quando a série retornaria sob um novo formato. The Manhattan Projects foi indicada ao Eisner Award em 2013, na categoria de "Melhor Série", e Hickman foi duas vezes indicado à categoria "Melhor Escritor" por seu trabalho na série: em 2013 e em 2014

## Edições encadernadas
Os encadernados da série estão sendo lançados no Brasil pela Editora Devir. Segue abaixo descrição dos volumes lançados até agora.
- Volume 1: Ciência. Ruim. (edições #1–5)[7]
- Volume 2: Eles Dominam (edições #6–10)
- Volume 3: Construção (edições #11–15)
- Volume 4: Os Quatro Discípulos (edições #16–20)

A série possui ainda 2 edições a serem lançadas:
- Volume 5: The Cold War (edições  #21–25)
- Volume 6: The Sun Beyond the Stars (especial The Sun Beyond the Stars #1–4)[carece de fontes?]